# Dryadillo magnificus
Dryadillo magnificus är en kräftdjursart som först beskrevs av Johann Moritz David Herold 1931.  Dryadillo magnificus ingår i släktet Dryadillo och familjen Armadillidae. Inga underarter finns listade i Catalogue of Life.